# 珍娜·奈斯旺格
珍娜·格雷·奈斯旺格（英語：Jenna Gray Nighswonger，/ˈnaɪswɒŋɡər/ NYE-swong-ghər；2000年11月28日—）是美國職業女子足球員，司職後衛，現效力英格蘭女子足球超級聯賽球隊兵工廠與美國國家女子足球隊。2024年，奈斯旺格參加巴黎奧運女子足球比賽，獲得一枚金牌。

## 外部連結
- 珍娜·奈斯旺格在國家女子足球聯賽
- 珍娜·奈斯旺格在紐澤西/紐約高譚（页面存档备份，存于）
- 珍娜·奈斯旺格在佛羅里達州立大學塞米諾爾女子足球隊（英语：Florida State Seminoles women's soccer）